# Ogród Krasińskich w Warszawie

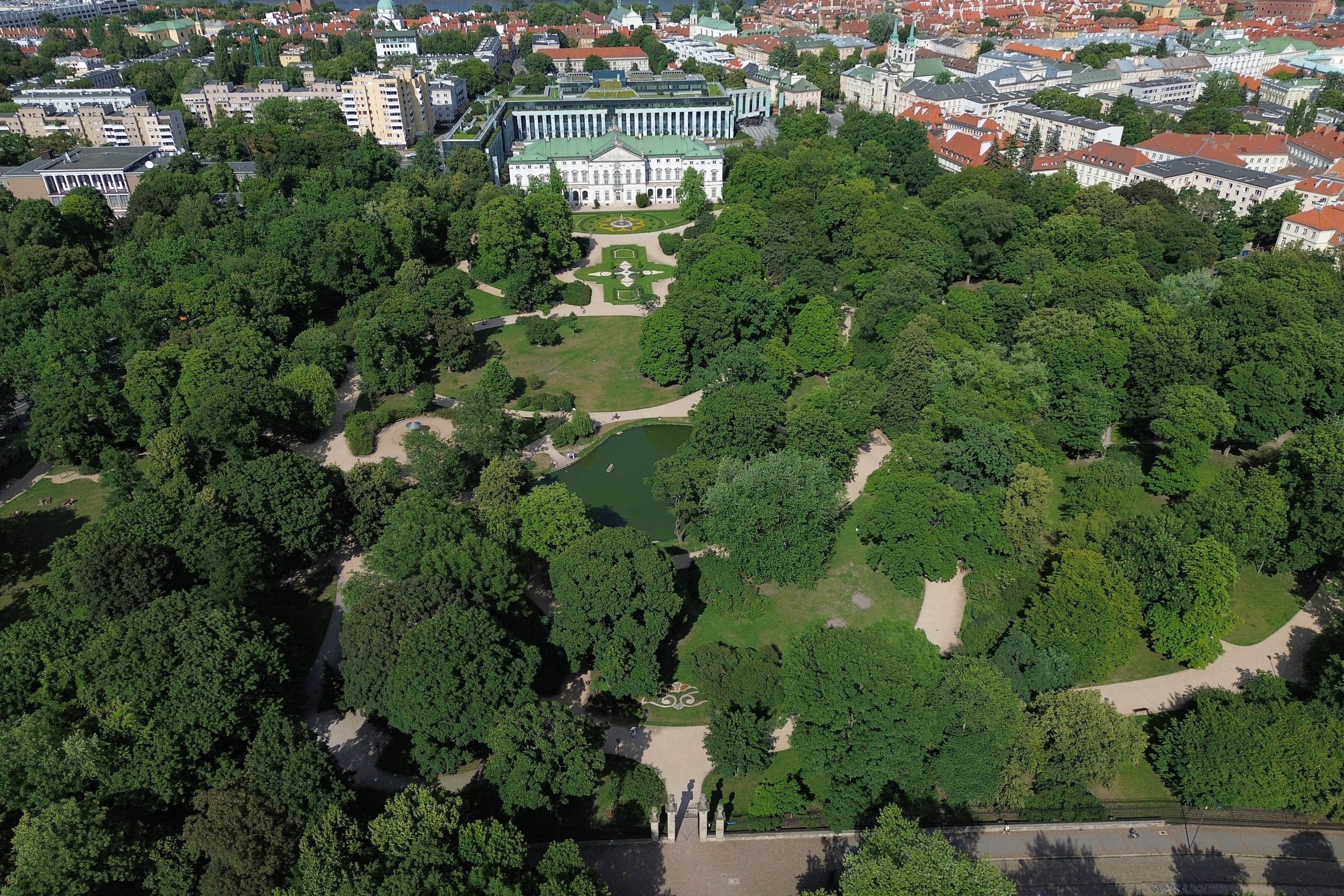
Ogród Krasińskich z lotu ptaka

Ogród Krasińskich w Warszawie – zabytkowy park miejski w Warszawie, w Śródmieściu, na Muranowie, znajdujący się między ulicami Świętojerską, Andersa, Starymi Nalewkami, Długą i placem Krasińskich.

## Historia

### Początki
Ogród Krasińskich został założony w stylu barokowym w roku 1676, jako część założenia ogrodowo-pałacowego znanego jako pałac Krasińskich, wzniesionego dla wojewody płockiego Jana Dobrogosta Krasińskiego. Początkowo jego powierzchnia wynosiła 3,4 ha. Do czasu założenia Ogrodu Saskiego był to największy park w Warszawie.
Po zakupie w 1765 przez państwo nieruchomości na siedzibę Komisji Skarbu Koronnego, 1 kwietnia 1768 park został udostępniony do użytku publicznego. Od tamtej pory przechodził on wiele zmian, z których prace z lat 1891–1895 według projektu głównego ogrodnika Warszawy Franciszka Szaniora nadały mu zachowany do dziś styl krajobrazowy. W XIX wieku działał w sąsiedztwie ogrodu w pałacu Dückerta Zakład Wód Mineralnych Sztucznych, założony w 1824 przez 3 wspólników: Henryka Spiessa, Samuela Elsnera i Jana Żelazowskiego oraz Ignacego Lesińskiego i Ferdynanda Ulbrichta. W latach 1790–1883 do pałacu Krasińskich przylegał także budynek Teatru Narodowego.
Wieczorem 29 listopada 1830 powstańcy listopadowi stoczyli na zachodnich krańcach ogrodu zwycięską walkę z Pułkiem Wołyńskim, co pozwoliło im zdobyć pobliski Arsenał wraz ze składowaną tam bronią. Miejsce starcia zbrojnego jest dziś oznaczone głazem pamiątkowym (przy chodniku oddzielającym ogród od ul. gen. Andersa).
W czasie II wojny światowej teren parku znalazł się na zewnątrz żydowskiego getta, a od strony ulicy Świętojerskiej i dzisiejszej Bohaterów Getta przebiegała jego granica. Park, podobnie jak i pałac, ucierpiały w czasie powstania warszawskiego, walczył tu m.in. powstańczy batalion „Chrobry I”. Po wojnie obszar parku powiększono do 11,8 ha, włączając w granice parku m.in. tereny sąsiadujących z parkiem, a nieodbudowanych ze zniszczeń wojennych budynków.

### Okres powojenny
W 1965 roku ogród wraz z bramą od strony ul. Nalewki zostały wpisane − jako część zespołu pałacu Krasińskich − do rejestru zabytków.
Wśród najstarszych okazów drzew w parku, pochodzących z końca XIX wieku, na uwagę zasługują m.in. miłorząb dwuklapowy, orzech czarny, leszczyna turecka i skrzydłorzech kaukaski.
W drugiej połowie XX w. i na początku XXI w. park ulegał samoistnym procesom, które powodowały odbieganie od pierwotnej koncepcji, jednocześnie jednak zwiększały jego wartość przyrodniczą. Dzięki licznej obecności starych drzew i skupisk krzewów na początku 2. dekady XXI w. na terenie ogrodu w okresie letnim gniazdowało 27–29 gatunków ptaków, a podobna liczba gatunków zimowała. Wśród obiektów architektury ogrodowej na uwagę zasługuje staw ze sztuczną kaskadą (Staw w Ogrodzie Krasińskich), klomb na osi pałacu czy nowoczesny plac zabaw.
W sierpniu 1989 w miejscu północnego budynku Pasażu Simonsa odsłonięto pomnik upamiętniający żołnierzy batalionu „Chrobry I”, którzy zginęli w tym miejscu w czasie powstania warszawskiego.
W latach 2013–2014 w północnej części parku przeprowadzono prace archeologiczne w poszukiwaniu archiwum Bundu. W tym celu odsłonięto piwnice kamienic pod przedwojennymi adresami Świętojerska 38 i 40. Archiwum nie odnaleziono, jednak natrafiono m.in. na kości ludzkie, przedmioty codziennego użytku (naczynia, sztućce i ubrania) i relikty zakładów rzemieślniczych, co dostarczyło cennych informacji na temat warunków życia w okupowanej Warszawie.

### Rewitalizacja
W 2011 zorganizowano konkurs na rewitalizację ogrodu, którą przeprowadził stołeczny Zarząd Terenów Publicznych kierowany przez Renatę Kaznowską. Zdecydowano się na odtworzenie koncepcji z XIX w., choć wizja ponownego ogrodzenia parku i wycinki części drzew wzbudziła kontrowersje. W 2012 odnowiono zabytkową bramę, pod koniec roku wycięto 337 drzew (co stanowiło ok. ⅓ dotychczasowej ich liczby). Zdaniem wykonawców projektu i zarządców parku większość z nich wycięto ze względów zdrowotnych, a pozostałe ze względów kompozycyjnych. Argumentacja ta nie przekonała wielu zwolenników bardziej naturalnego charakteru parku, którzy zorganizowali akcję protestacyjną. Wśród protestujących znaleźli się ci mieszkańcy okolic parku, w tym celebryci, którzy wycinkę uznali za zbyt dużą, wsparci przez naukowców wskazujących na straty przyrodnicze. Według nich zarówno rozmiar, jak i tempo przebudowy drzewostanu, prowadzący do gwałtownej jego redukcji, spowoduje spadek jego różnorodności biologicznej (zwłaszcza w zakresie ptaków, ssaków i bezkręgowców), osłabienie wartości w zakresie bilansu tlenu i dwutlenku węgla, a także wartości w zakresie geografii krajobrazu. Kwestionowany był również sens przywracania koncepcji sprzed wieku. Zwolennicy rewitalizacji przywoływali natomiast zabytkowy charakter parku.
W trakcie prac rewitalizacyjnych odkryto ceglane elementy, prawdopodobnie pozostałości XIX-wiecznego pałacu Badenich. Prasa ujawniła, że rewitalizację prowadzono bez uprzednich badań archeologicznych, mimo że zalecały je Krajowy Ośrodek Badań i Dokumentacji Zabytków i Stołeczny Konserwator Zabytków.

## Otoczenie
W zachodniej części parku, od strony dawnej ulicy Nalewki, znajduje się częściowo zachowana barokowa brama i fragment ogrodzenia, od strony wschodniej zaś pałac Krasińskich (obecnie własność Biblioteki Narodowej) oraz gmach Sądu Najwyższego (1996–1999). Po zachodniej stronie parku znajduje się budynek Arsenału Królewskiego z Państwowym Muzeum Archeologicznym oraz pomnik Bohaterów Walk pod Monte Cassino (odsłonięty w 1999).

## Galeria

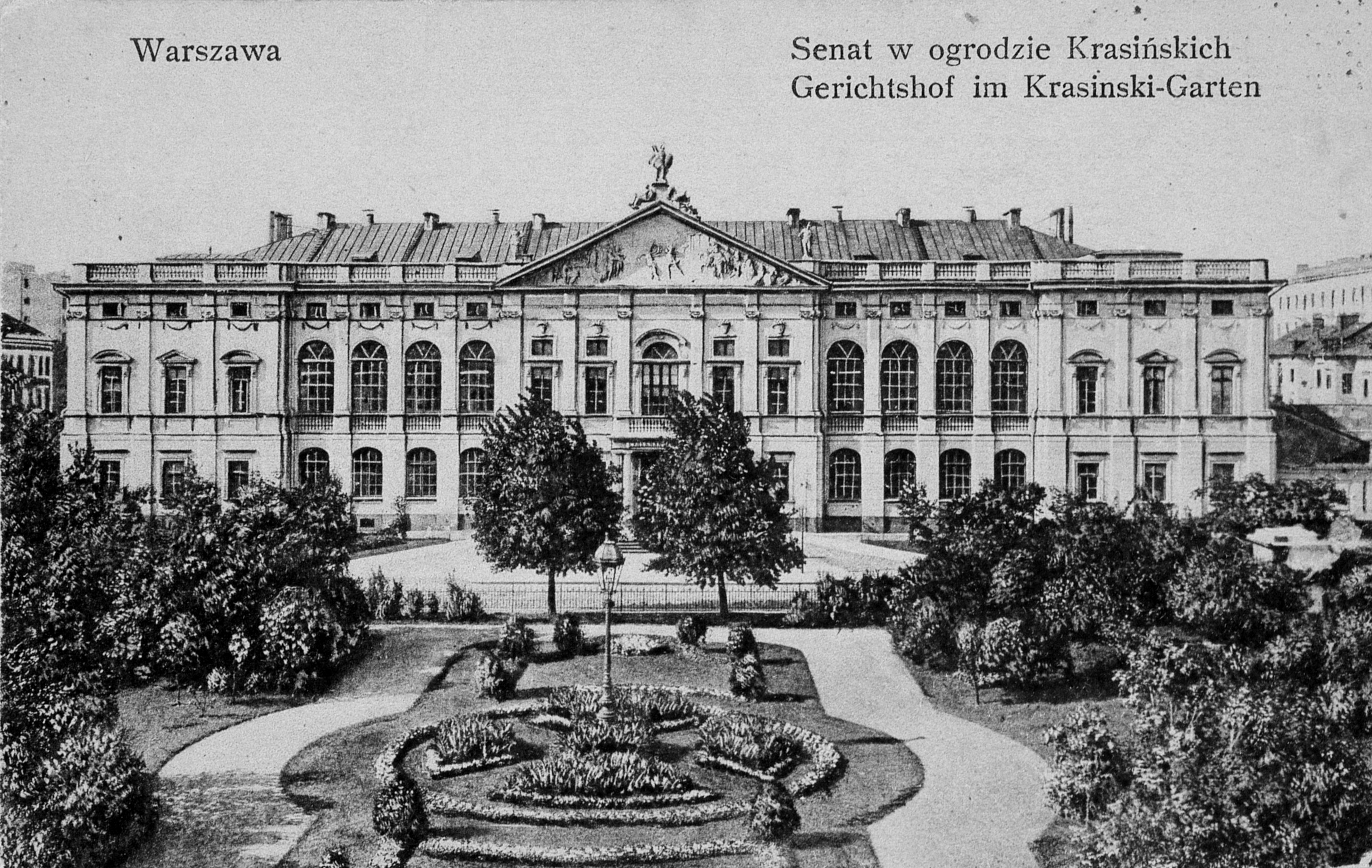
Pałac Krasińskich - elewacja od strony placu przed I wojną światową
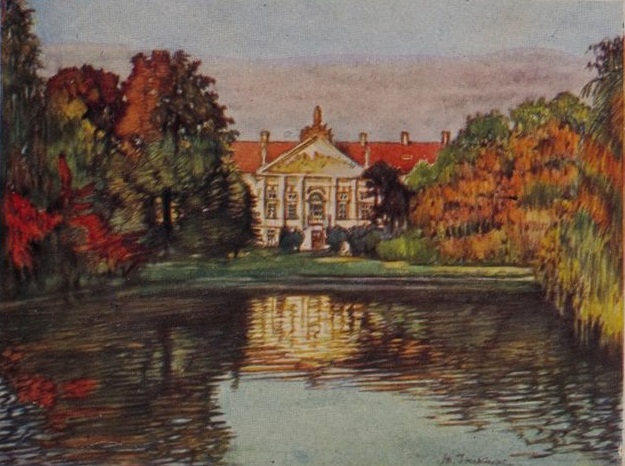
Ogród Krasińskich – akwarela Mariana Trzebińskiego (1927)
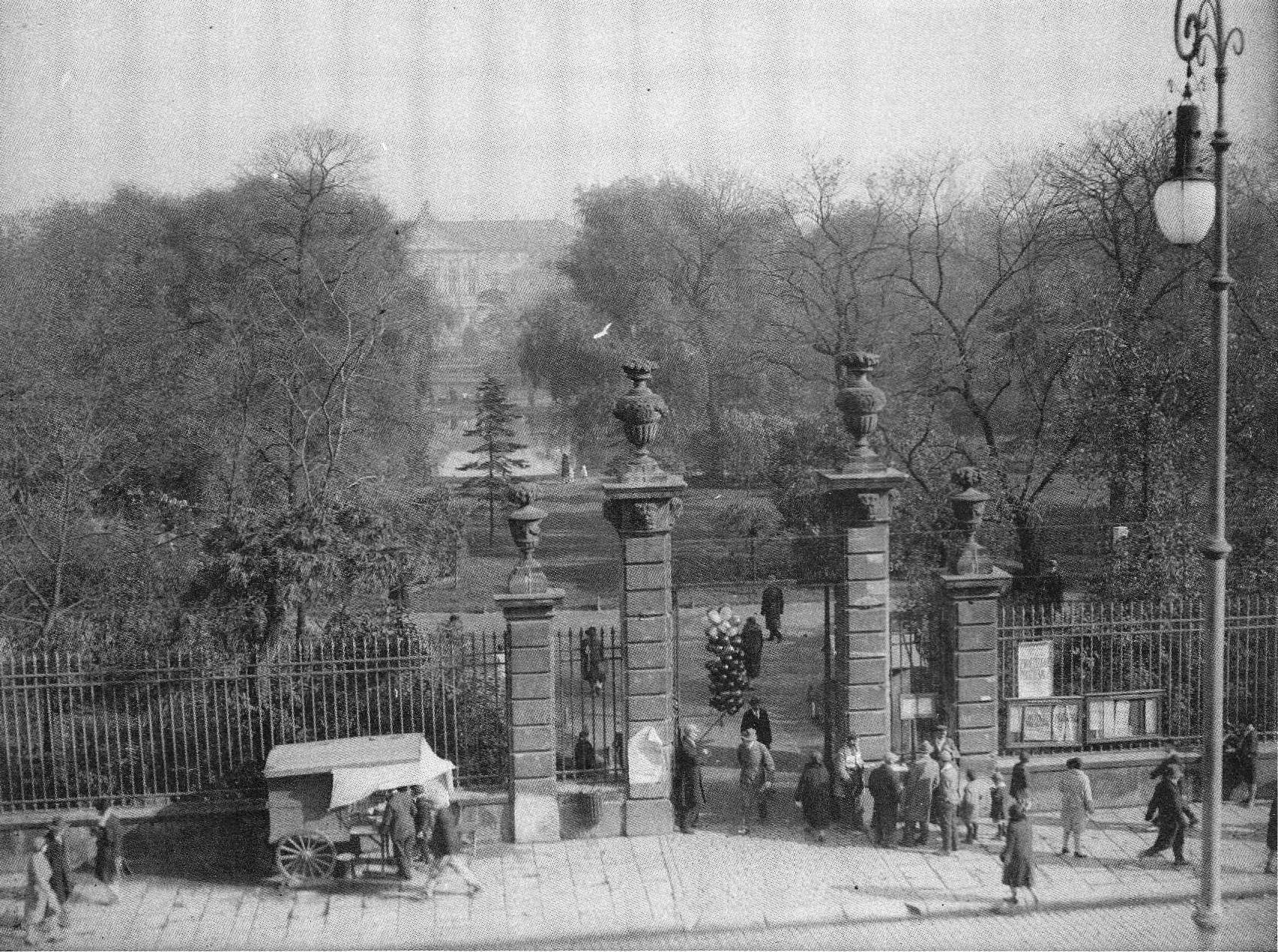
Brama ogrodu od strony ul. Nalewki w okresie międzywojennym
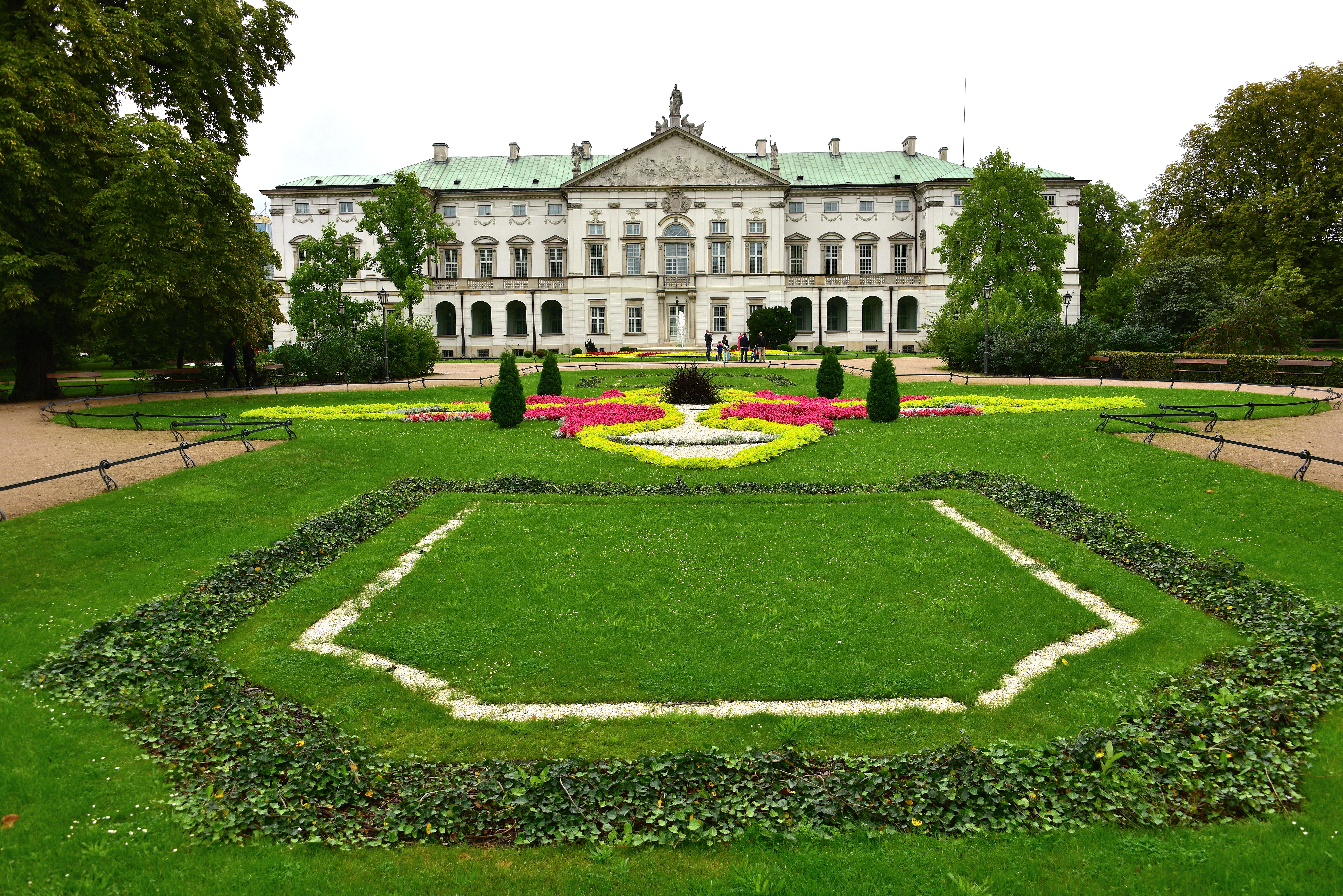
Pałac Krasińskich, elewacja od strony ogrodu
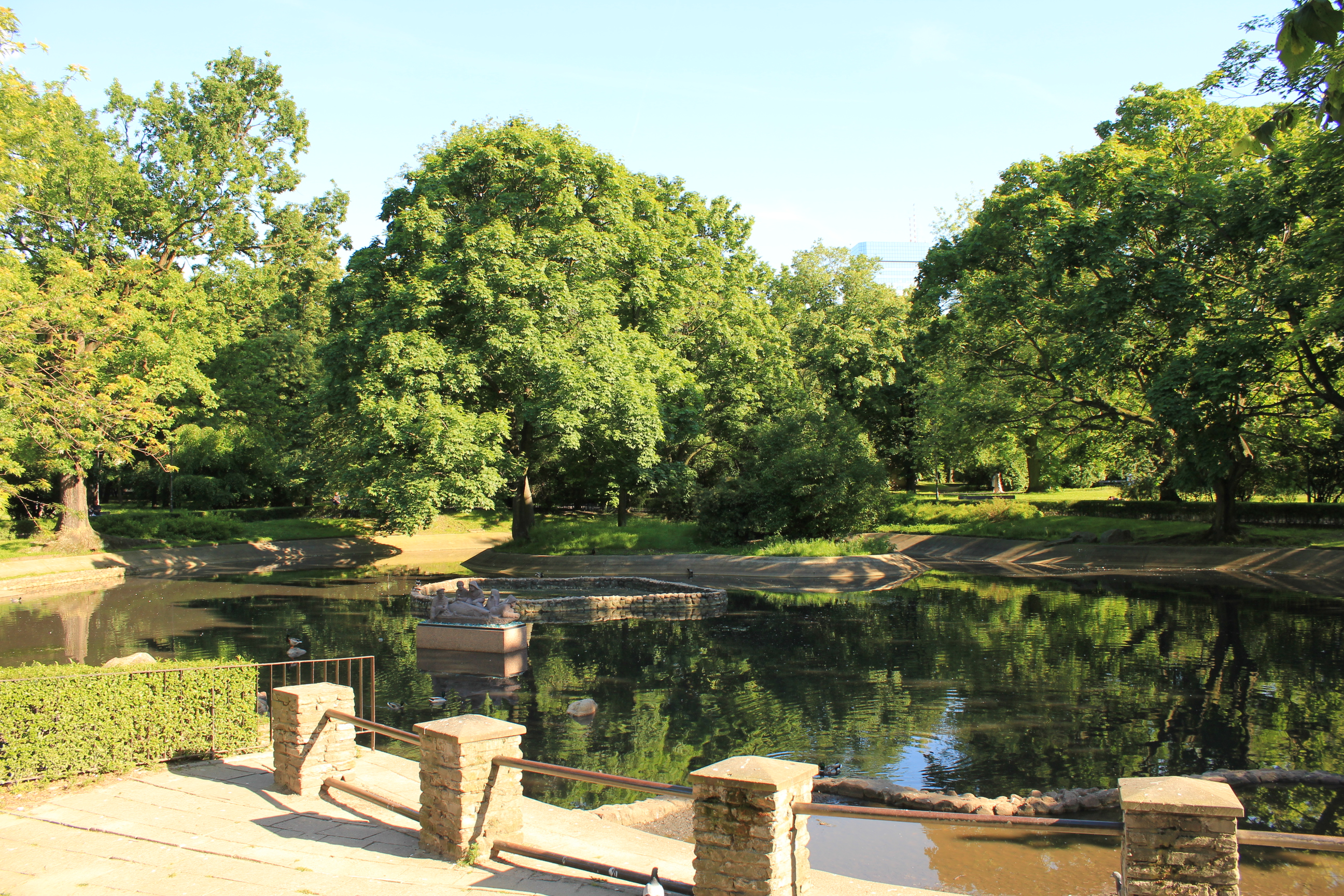
Widok na staw parkowy przed rewitalizacją (2010)
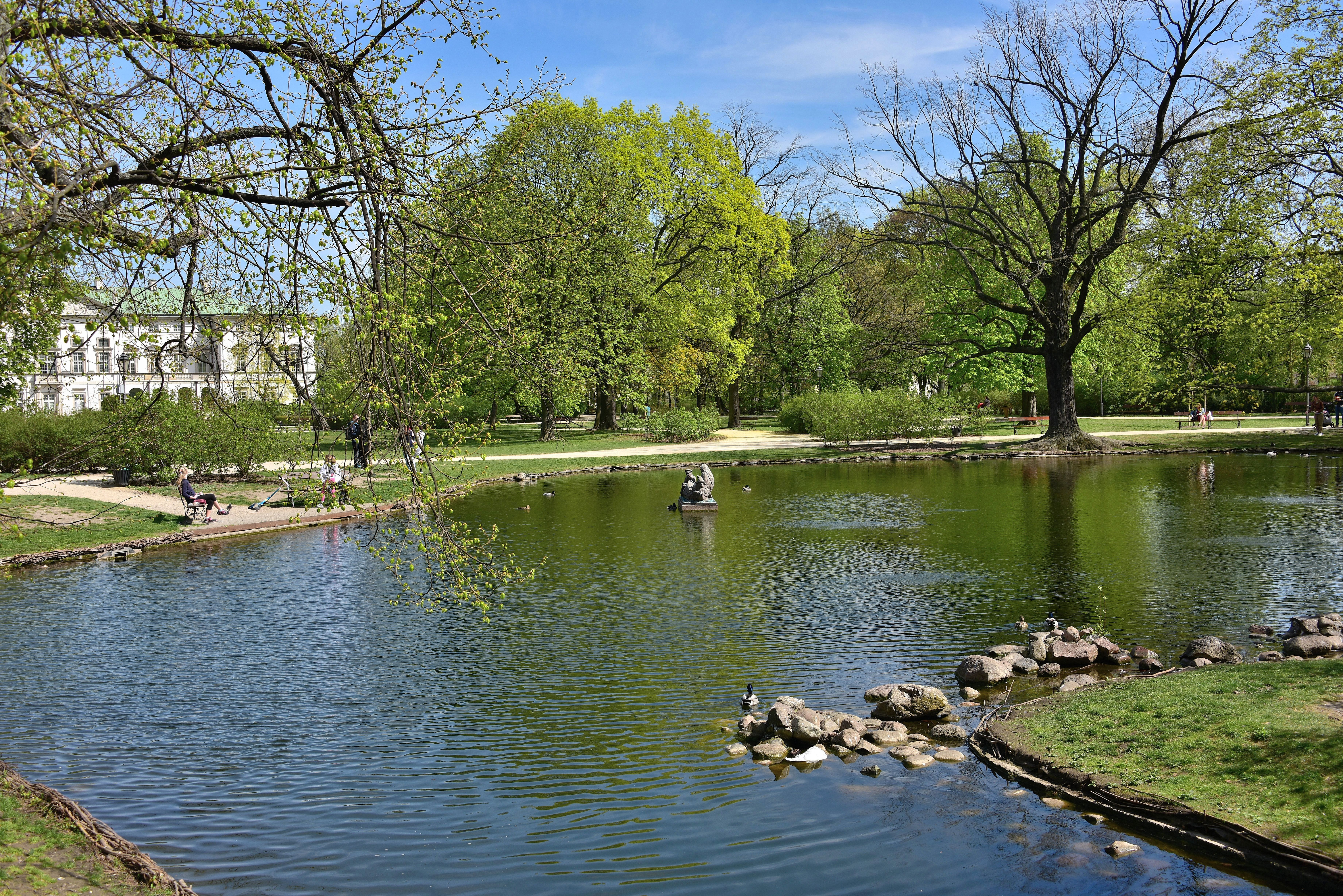
Staw po rewitalizacji
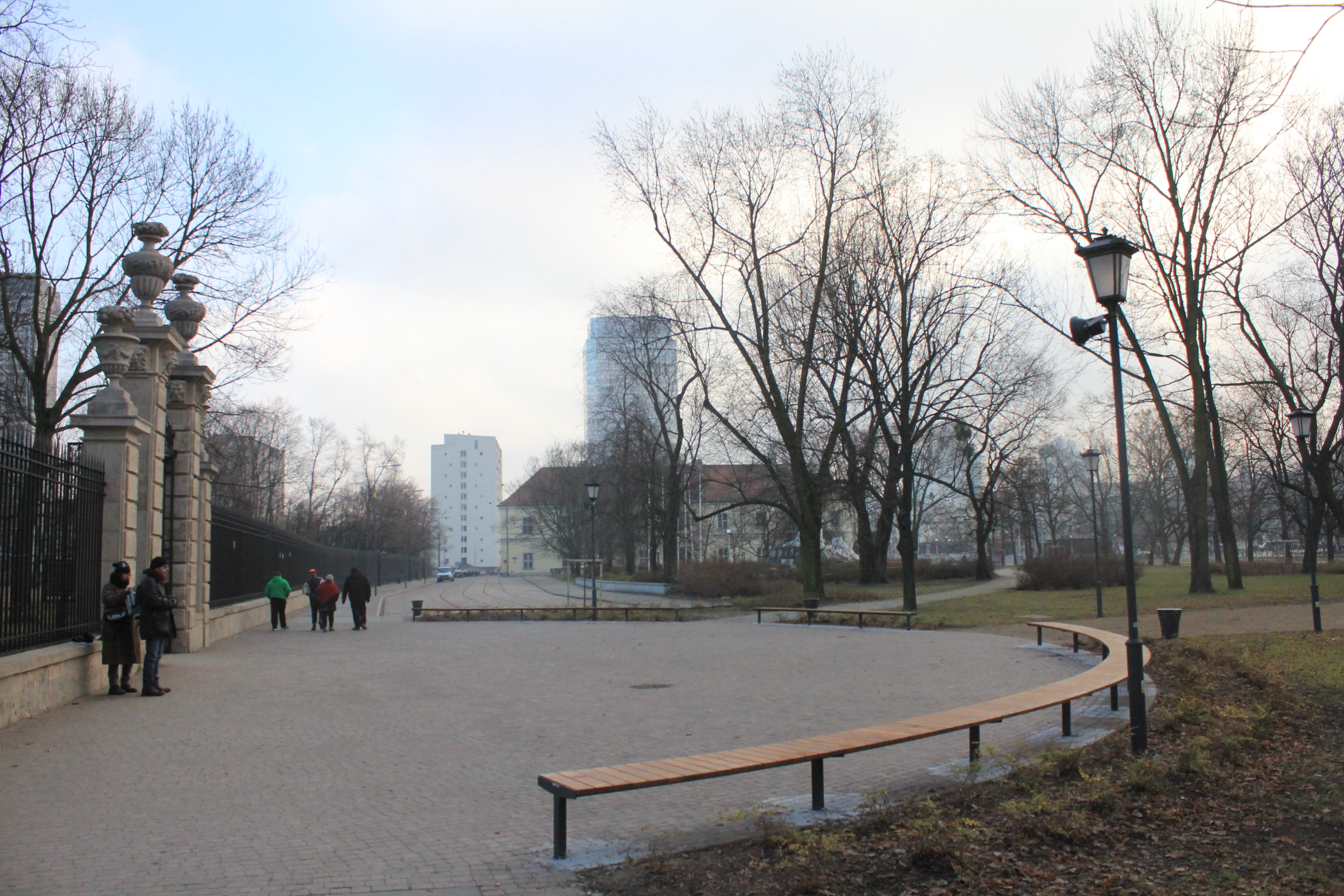
Placyk przed bramą ogrodu
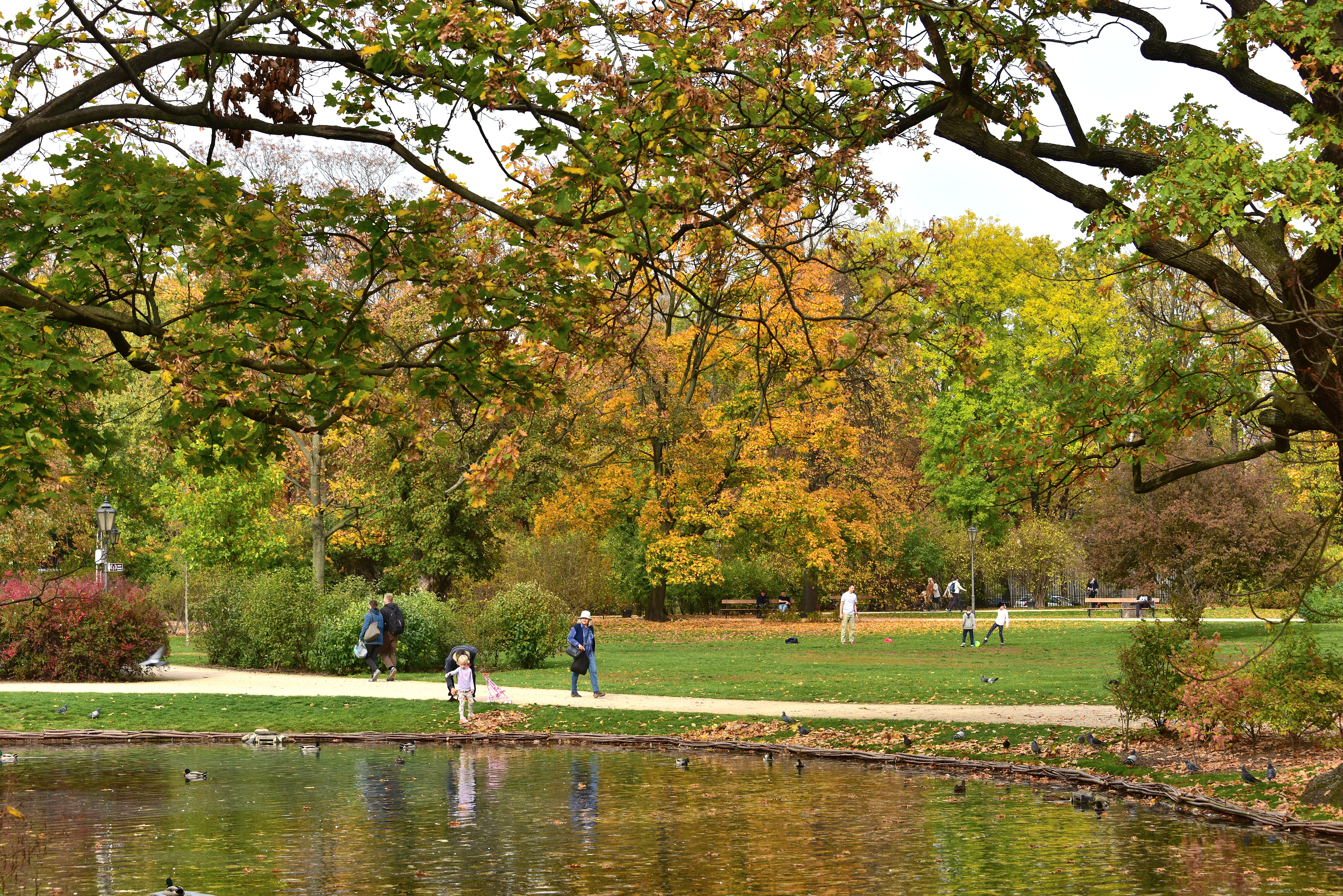
Ogród Krasińskich jesienią